# Çatalzeytin (district)
Çatalzeytin is een Turks district in de provincie Kastamonu en telt 6.808 inwoners (2011). Het district heeft een oppervlakte van 368,4 km². Hoofdplaats is Çatalzeytin.
De bevolkingsontwikkeling van het district is weergegeven in onderstaande tabel.
| 1997  | 2000  | 2007  | 2011  |
| ----- | ----- | ----- | ----- |
| 7.921 | 8.508 | 6.597 | 6.808 |